# Drew Struzan

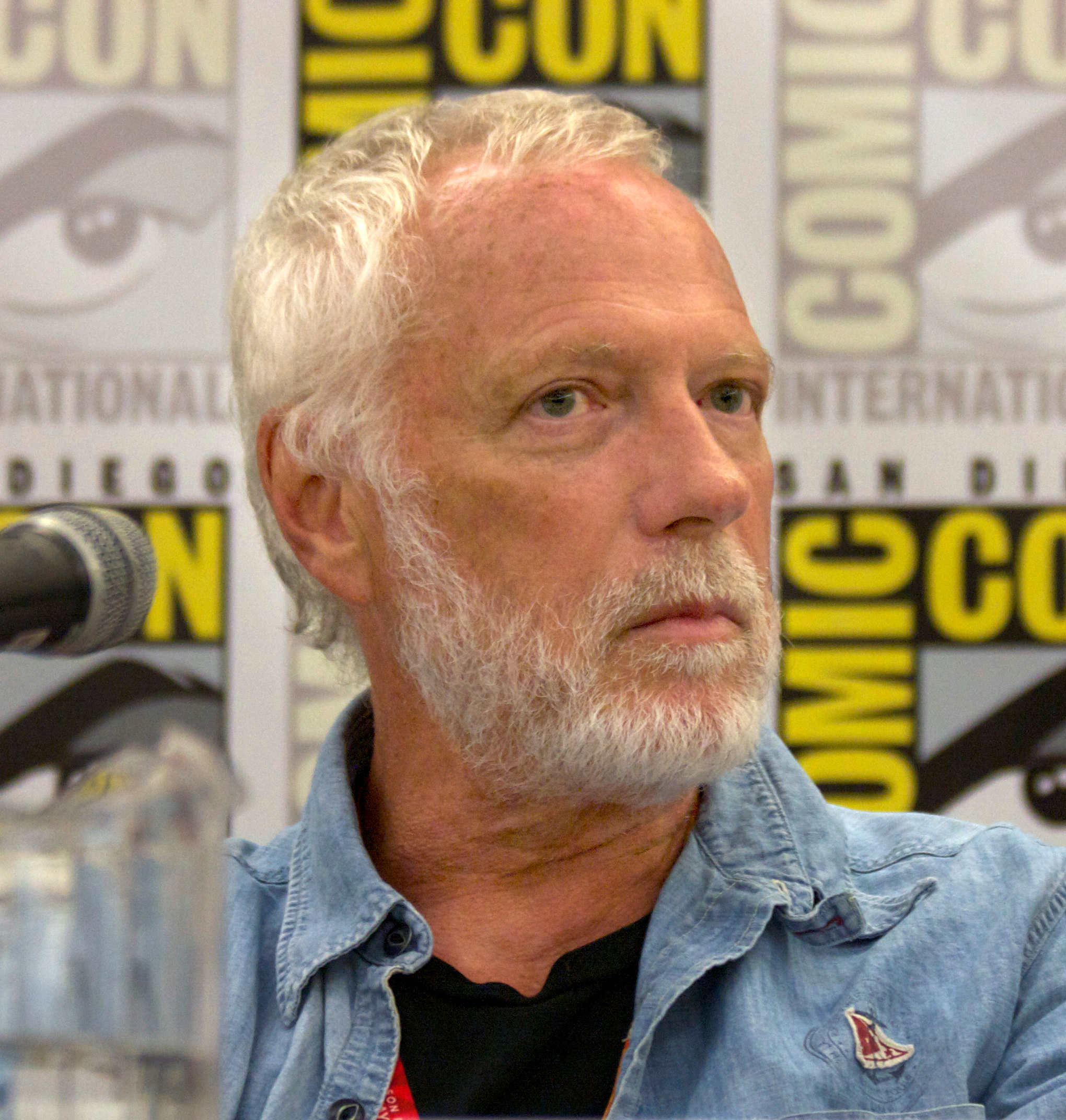
Drew Struzan auf der San Diego Comic-Con International 2012

Drew Struzan (* 1947 in Portland, Oregon) ist ein US-amerikanischer Künstler und Illustrator, der vor allem durch seine Filmplakate bekannt wurde.

## Leben
Struzan wuchs in Portland in ärmlichen Verhältnissen auf. Obwohl er an der Leseschwäche Legasthenie litt, schaffte er es als Einziger seiner Familie die Highschool erfolgreich abzuschließen. Im Jahr 1965 begann er seine Ausbildung zum Illustrator am Art Center College of Design in Los Angeles, einer der führenden Design-Schulen weltweit. Dort lernte er auch seine spätere Frau Dylan kennen, mit der er einen Sohn hat.
Nachdem er das College erfolgreich abgeschlossen hatte, begann er als Designer für Pacific Eye and Ear zu arbeiten. Dort entwarf er Cover für verschiedene Musikalben. Unter anderem erstellte er die Cover für das Black-Sabbath-Album Sabbath Bloody Sabbath und für Alice Coopers Welcome to My Nightmare.
1975 begann er mit dem Design von Filmplakaten. Zuerst entwarf er nur Plakate für diverse B-Movies, aber 1977 kam schließlich sein großer Durchbruch, als er das Plakat für Krieg der Sterne entwerfen durfte. Durch diesen Erfolg wurden andere Filmstudios auf ihn aufmerksam und er bekam nun häufiger den Auftrag, Plakate zu erstellen. Insgesamt entwarf er über 150 Filmplakate, darunter Plakate für die Filmreihen Indiana Jones, Star Wars, Police Academy und für viele andere.
Für Action Comics #800 (April 2003) zeichnete er das Cover, mit einem Selbstporträt in der linken unteren Ecke.

## Filmplakate
- Für George Lucas (Star Wars: Episode 1–6)
- Für Steven Spielberg (Indiana Jones: Film 2–4, E.T. – Der Außerirdische, Hook, Jurassic Park)
- Für Robert Zemeckis (Zurück-in-die-Zukunft-Trilogie)
- Für Frank Darabont (Die Verurteilten, The Green Mile, Der Nebel)